# West (Texas)
West es una ciudad ubicada en el condado de McLennan en el estado estadounidense de Texas. En el Censo de 2020 tenía una población de 2531 habitantes y una densidad poblacional de 589,98 personas por km².

## Geografía
West se encuentra ubicada en las coordenadas 31°48′12″N 97°5′39″O / 31.80333, -97.09417. Según la Oficina del Censo de los Estados Unidos, West tiene una superficie total de 4.29 km², de la cual 4.29 km² corresponden a tierra firme y (0%) 0 km² es agua.

## Demografía
Según el censo de 2010, había 2807 personas residiendo en West. La densidad de población era de 654,46 hab./km². De los 2807 habitantes, West estaba compuesto por el 87% blancos, el 3.53% eran afroamericanos, el 0.32% eran amerindios, el 0.14% eran asiáticos, el 0% eran isleños del Pacífico, el 6.91% eran de otras razas y el 2.1% pertenecían a dos o más razas. Del total de la población el 13.79% eran hispanos o latinos de cualquier raza.

## Explosión de una planta de fertilizantes
El 17 de abril de 2013 hubo una explosión de una planta de fertilizantes.